# 2013年沙赫巴格示威
2013年沙赫巴格示威是2013年2月5日爆發於孟加拉國達卡沙赫巴格的示威，起初訴求為將在孟加拉國解放戰爭中犯下數宗戰爭罪行的孟加拉伊斯兰大会党領袖阿卜杜勒·卡迪尔·莫拉之判刑由無期徒刑改為死刑，後來又加上禁止該黨參政與杯葛支持該黨的組織，並促使政府修法使戰爭罪犯被判死刑後可被迅速執行。
阿卜杜勒·卡迪尔·莫拉被控6項屠殺平民的戰爭罪行，其中有5宗被孟加拉國際刑事法庭判決有罪，被判處無期徒刑，各地民眾（特別是年輕人）對莫拉未被判處死刑感到憤怒，在社交軟體上引發軒然大波，許多部落客與社會運動者發動民眾走上街頭抗議。執政的孟加拉人民聯盟支持抗議，反對黨孟加拉國民族主義黨最初支持其盟友伊斯蘭大會黨，後來又謹慎地對抗爭表示支持，但警告政府不應試圖從中獲取政治利益；莫拉領導的伊斯蘭大會黨在判決發布後即發起全國罷工以表抗議，後來也進行發動反示威，呼籲法庭釋放被控罪者。
抗爭期間，常在網路上發表反極端伊斯蘭言論的部落客艾哈迈德·拉吉·海德尔於2月15日在住家外被極端主義者連刺數刀刺死。2月27日另一名伊斯蘭大會黨成員德瓦尔·侯赛因·萨义迪因戰爭罪被法庭判處死刑，伊斯蘭大會黨成員抗議時與警方發生暴力衝突，造成約60人喪生。
此抗爭在孟加拉國內外造成一定爭議，有觀點認為抗爭者使用許多鼓勵暴力的標語，為嘗試復興法西斯主義，且有抗爭者被控強迫大學生參加、阻擋通往醫院的道路、毀損屍體等。
同年9月17日，孟加拉最高法院判處阿卜杜勒·卡迪尔·莫拉死刑，他於12月12日被執行死刑。

## 圖集
- 沙赫巴格的抗爭者
- 寫有抗爭訴求的布告
- 燭光守夜
- 展示戰爭罪犯的鞋子

- 加拿大女王大學的孟加拉學生抗議
- 美國德克薩斯理工大學的孟加拉學生抗議
- 紐西蘭的孟加拉人抗議
- 台北的孟加拉人抗議
- 芬蘭赫爾辛基的孟加拉人抗議